# Марино (Рим)
Марино (итал. Marino) град је у средишњој Италији. Марино је важан град округа Рим у оквиру италијанске покрајине Лацио.
Град Марино је познат по узгајању квалитетног белог вина и фестивалу посвећеном виновој лози - Грапе Фестивалу.

## Природне одлике
Град Марино налази се у средишњем делу Италије, свега 20 км источно од Рима, седишта покрајине и државе. Град се налази на Албано брдима, а изнад равнице у којој је смештен град Рим, што пружа несвакидашње панораме из самог града. Град је смештен на веома покренутом терену.

## Становништво
Према резултатима пописа становништва 2011. у општини је живело 38.245 становника.
| 1931. | 1936.  | 1951.  | 1961.  | 1971.  | 1981.  | 1991.  | 2001.  | 2011.  |
| ----- | ------ | ------ | ------ | ------ | ------ | ------ | ------ | ------ |
| 8.898 | 11.308 | 13.109 | 18.097 | 23.836 | 30.772 | 32.903 | 32.706 | 38.245 |

Марино данас има око 38.000 становника, махом Италијана. Током протеклих деценија број становника у граду расте.

## Партнерски градови
- Нојкелн
- Искија
- Булоњ Бијанкур
- Патерна
- Ервинг
- Нафпактос

## Галерија
- Стара четврт Марина
- Катедрала св. Варнаве
- Улица са потоком
- Корзо Триесте, важна градска улица